# Bernhard von Kamler
Bernhard Karl Heinrich (Ritter von) Kamler (* 16. Dezember 1902 in Wien; † 29. Dezember 1975 ebenda) war ein österreichischer Industrieller und Wirtschaftskammerfunktionär.

## Leben
Bernhard von Kamler wurde als Sohn des Oberpostdirektors Heinrich von Kamler und seiner Frau Gisela in Wien geboren. Die Familie übersiedelte 1903 nach Konstantinopel, wo der Vater die Stelle als Vorstand des k. k. Botschaftspostamts antrat.
Kamler war Vorstand und später Präsident des Aufsichtsrats der Felten & Guilleaume AG in Wien sowie Vorstand des Fachverbands der Elektroindustrie. Von 1960 bis 1965 war er Vizepräsident der Bundeswirtschaftskammer. Als Honorargeneralkonsul vertrat er die Interessen des Großherzogtums Luxemburg in Österreich. Er war 1958 als Mitgründer Vorstandsmitglied der Österreichischen Gesellschaft für Außenpolitik und Internationale Beziehungen.
Er war Ehrenmitglied der Vereinigung österreichischer Industrieller und Präsident der Vereinigung der Alt-Theresianisten.

## Familie
In erster Ehe war Kamler mit Helga, geb. Widmann, verheiratet. Ein Sohn aus dieser Ehe ist der Unternehmer Heinz-Georg Kamler.